# American Automobile and Power Company
American Automobile and Power Company war ein US-amerikanischer Hersteller von Automobilen.

## Unternehmensgeschichte
Acht Personen aus Sanford und Boston gründeten am 9. Dezember 1903 das Unternehmen in Sanford in Maine. Ernest M. Goodall war der Präsident, Henry D. Long der Schatzmeister und Edward O. Mosher der Konstrukteur. 1904 begann die Produktion von Automobilen, zunächst noch in einer kleinen Werkstatt in Lawrence in Massachusetts. Der Markenname lautete American Populaire. Im März 1904 wurde das erste Fahrzeug auf der Boston Automobile Show präsentiert. Die Serienproduktion fand in einem Werk in Sanford statt und endete im April 1905, als das Werk verkauft wurde.

## Fahrzeuge
Im Angebot stand nur ein Modell. Sein Motor hatte eine ungewöhnliche Ventilsteuerung. Eine Quelle gibt einen Zweizylindermotor mit 12 PS Leistung an, eine andere einen Vierzylindermotor. Der Radstand betrug 213 cm. Die Karosserieform Tonneau bot Platz für vier Personen. Anstelle einer Hecktür oder zweier seitlichen Türen erfolgte der Zugang zum Fond über einen klappbaren Vordersitz. Außerdem sind ein Runabout und ein Cape Cod-Tourenwagen überliefert.